# Human Interface Device
Human Interface Device (HID) (Zugriff auf Eingabegeräte in deutschen Windows-7-Versionen) ist eine Geräteklasse des USB-Standards für Computer, welche Geräte beschreibt, mit denen Benutzer direkt interagieren. Meist wird HID bei Geräten wie Tastatur, Maus, Joystick und Grafiktabletts verwendet.
Allerdings kann HID auch für weitere Zwecke, wie zum Beispiel Relaiskarten, Steuerungen (Knöpfe und Schalter), Thermometer, Multimeter, Telefonie und viele weitere Einsatzzwecke verwendet werden. Dazu nutzt man einen für anwendungsspezifische Zwecke vorgesehenen Kommunikationskanal, der beliebige Daten von und zum USB-Endgerät durchleitet. Beschränkt wird die Nutzbarkeit unter anderem durch eine geringere Anzahl an Endpunkten und geringe Datenübertragungsrate. Einzelne Geräte lassen sich über die Serien-, Produkt- und Herstellernummer identifizieren.
HID-Gerätetreiber sind in den gängigen Betriebssystemen enthalten. Wird ein HID-Gerät (während des Betriebs) angeschlossen, wird es meist direkt als Gerätetyp Eingabegeräte (Human Interface Devices) erkannt und dann zum Beispiel im Gerätemanager von Microsoft Windows angezeigt.